# William Michael Cocke
William Michael Cocke (* 16. Juli 1815 in Rutledge, Grainger County, Tennessee; † 6. Februar 1896 in Nashville, Tennessee) war ein US-amerikanischer Politiker. Zwischen 1845 und 1849 vertrat er den Bundesstaat Tennessee im US-Repräsentantenhaus.

## Werdegang
William Cocke war ein Enkel des gleichnamigen US-Senators William Cocke (1747–1828) und ein Neffe des Kongressabgeordneten John Alexander Cocke (1772–1854). Nach einer guten Grundschulausbildung studierte er am East Tennessee College in Knoxville. Nach einem anschließenden Jurastudium und seiner Zulassung als Rechtsanwalt begann er in Rutledge und Nashville in seinem neuen Beruf zu arbeiten.
Gleichzeitig schlug er als Mitglied der Whig Party eine politische Laufbahn ein. Cocke wurde Abgeordneter im Repräsentantenhaus von Tennessee. Bei den Kongresswahlen des Jahres 1844 wurde er im zweiten Wahlbezirk von Tennessee in das US-Repräsentantenhaus in Washington, D.C. gewählt, wo er am 4. März 1849 die Nachfolge von William Tandy Senter antrat. Nach einer Wiederwahl konnte er bis zum 3. März 1849 zwei Legislaturperioden im Kongress absolvieren. Diese waren von den Ereignissen des Mexikanisch-Amerikanischen Krieges geprägt. Ab 1847 war Cocke Vorsitzender des Ausschusses, der sich mit Pensionen für Veteranen der amerikanischen Revolution befasste.
1848 verzichtete Cocke auf eine erneute Kandidatur. In den folgenden Jahrzehnten bekleidete er verschiedene Ämter auf lokaler und staatlicher Ebene. Er starb am 6. Februar 1896 in Nashville, wo er auch beigesetzt wurde.